# Tempisque
Tempisque je řeka v severozápadní Kostarice. Měří 144 km a je třetí nejdelší řekou v zemi. Pramení v pohoří Cordillera de Guanacaste v nadmořské výšce 900 m a vlévá se do zálivu Nicoya. Hlavními přítoky jsou Bebedero, Colorado a Liberia. Na řece se nachází město Filadelfia, splavná je od města Bolsón. Nedaleko ústí Tempisque do Pacifiku se nachází ostrov Isla de Chira.
Tempisque protéká národním parkem Palo Verde s ramsarskými mokřady, kde žije ara arakanga, kolpík růžový a hoko proměnlivý. V úrodném údolí řeky se pěstuje cukrová třtina, rýže setá a melouny. Břehy na dolním toku jsou porostlé mangrovy. Přes estuár řeky vede významná silnice č. 18 a v roce 2003 zde byl vybudován most, který je dlouhý 780 metrů a pro tchajwanskou finanční účast dostal název Puente de La Amistad de Taiwán.
Oblast podél řeky byla osídlena již před osmi tisíci lety, v předkolumbovském období zde Čorotegové vytvořili stát Cacicazgo de Nicoya, po němž se zachovaly četné archeologické nálezy.